# 舒高 (主持人)
舒高（1976年11月19日—），湖南人，回族，毕业于中南大学，原湖南卫视女主持人。现任湖南广播电视台主任播音员、湖南省播音主持研究会副会长。

## 生平
1976年，舒高出生在湖南省，后来大学在中南大学度过。大学毕业后，长期在湖南卫视担任主持人。

## 家庭
舒高的首任丈夫是丁辉，两人2003年离婚，丁辉后来和湖南卫视主持人赵靓结婚，后再度离婚。
2012年11月19日，舒高和大她16岁的男友艺术家米丘宣布结婚，两人已经恋爱长跑13年。

## 作品

### 湖南卫视
- 《潇湘晨光》，搭档李湘、何炅、鲁豫。

### 青海卫视
- 《花儿朵朵》
- 《花儿朵朵星》

### 宁夏卫视
- 《时尚星达人》

### 影视
| 年份   | 中文名称   | 角色 | 合作演员                                     | 导演         | 备注 |
| ------ | ---------- | ---- | -------------------------------------------- | ------------ | ---- |
| 2004年 | 新紮師兄   | 孫晴 | 謝霆鋒，陳冠希，鍾欣潼，任達華，米雪，湯鎮業 | 王晶         | 客串 |
| 2006年 | 暗夜心慌慌 |      | 马可，刘一含，梁超，李强                     |              | 客串 |
| 2008年 | 丑女无敌   | 胡晶 | 刘晓虎，李欣汝，李芯逸，张亚飞               | 张峰，蒋家骏 |      |